# Leland Melvin
Leland Devon Melvin (Lynchburg, 15 de fevereiro de 1964) é um astronauta norte-americano veterano de duas  missões espaciais.
Melvin graduou-se em Química pela Univerdade de Richmond, para onde foi com a ajuda de uma bolsa de estudos graças a seu grande talento para o futebol americano, no qual se tornou um dos astros dos campeonatos universitários deste esporte em seu país durante os anos 1980, chegando a ser contratado por times profissionais como o Dallas Cowboys e o Detroit Lions, encerrando prematuramente sua carreira profissional nos dois times devido a distensões musculares nas pernas.
Em 1991 completou o mestrado em engenharia de materiais na Universidade de Virgínia, ao mesmo tempo em que trabalhava para a NASA , no centro de pesquisas da agência espacial em Langley.
Leland Melvin foi selecionado para o treinamento de astronautas em agosto de 1998. Desde a conclusão do curso, trabalha na seção de operações do departamento de astronautas da estação espacial. Como co-gerente do programa de educação de astronautas da NASA, ele viaja o país discutindo a exploração espacial com professores e alunos, promovendo a ciência, a engenharia, a tecnologia e a matemática.
Em 7 de fevereiro de 2008 foi ao espaço pela primeira vez, a bordo da nave Atlantis, como especialista de missão do voo STS-122 à Estação Espacial Internacional. Nesta missão ele permaneceu no espaço por quase treze dias, completando 212 voltas em torno da Terra. Voou pela segunda vez ao espaço em 16 de novembro de 2009 na mesma nave, na missão STS-129. Como um de seus colegas de missão, na ocasião, era Robert Satcher, pela segunda vez uma missão espacial conduzia dois afro-americanos voando juntos. Esta missão teve a duração de quase onze dias, completando 171 voltas em torno da Terra.

## Carreira na NASA

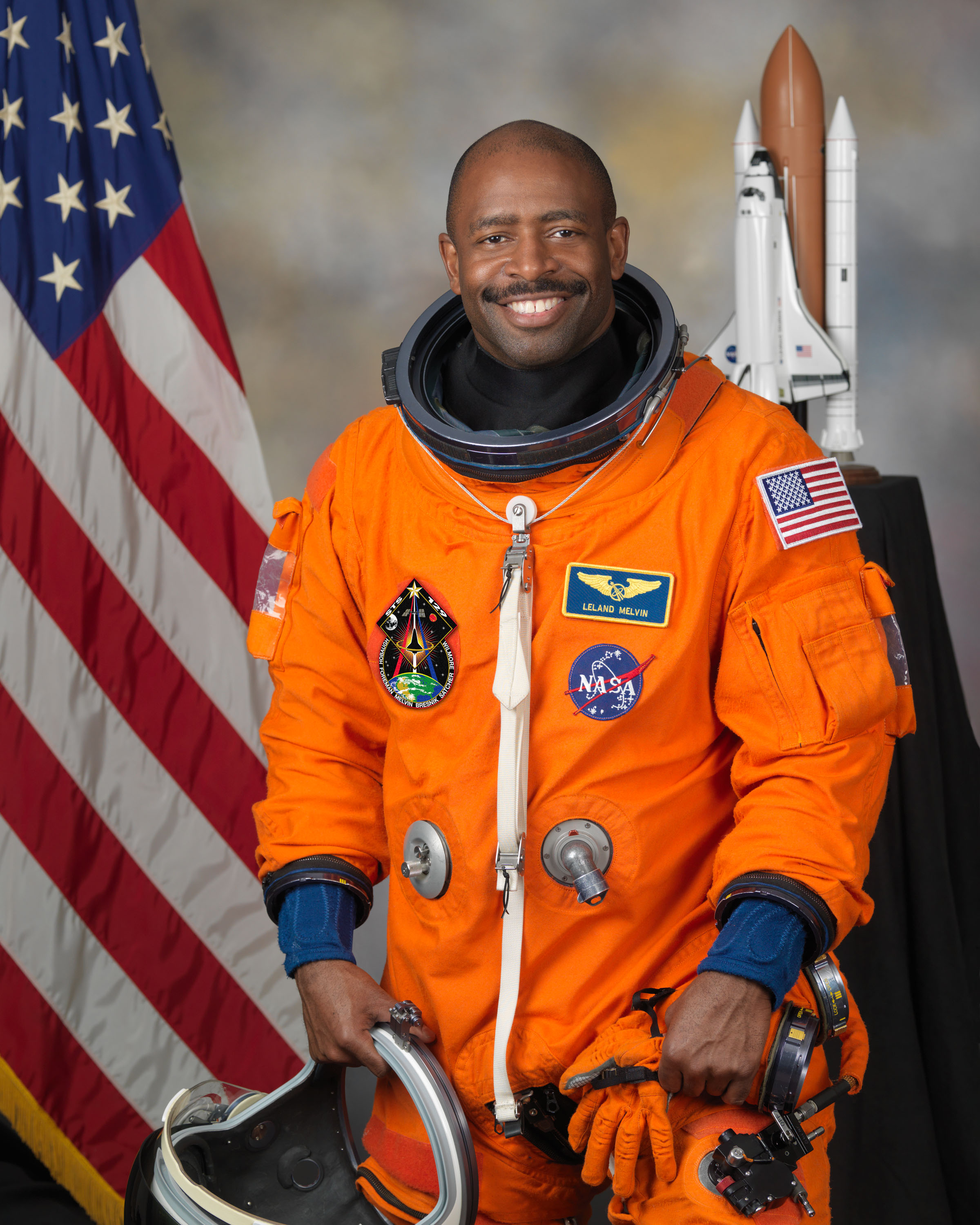
Leland Melvin em 2009

Melvin começou a trabalhar na divisão de Ciências de Avaliação Não Destrutiva do Langley Research Center da NASA em 1989. Suas responsabilidades incluíam o uso de sensores de fibra óptica para medir danos e deformações em estruturas compostas e metálicas. Em 1994, foi selecionado para liderar a equipe de Monitoramento da Saúde do Veículo no programa de Veículo Lançador Reutilizável NASA/Lockheed Martin X-33. Em 1996, co-projetou e supervisionou a construção de uma instalação de avaliação óptica não destrutiva capaz de produzir sensores de fibra óptica em linha.
Melvin foi selecionado como astronauta em junho de 1998. Foi designado para a Seção de Operações da Estação Espacial no Escritório de Astronautas e para o Departamento de Educação no Quartel-General da NASA em Washington, D.C. Como co-gerente do Programa de Astronauta Educador da NASA, Melvin viajou pelos Estados Unidos discutindo exploração espacial com professores e alunos, promovendo ciência, tecnologia, engenharia e matemática. Em seguida, atuou na Seção de Robótica do Escritório de Astronautas. Em outubro de 2010, foi nomeado administrador associado do Escritório de Educação. Nesse cargo, Melvin foi responsável pelo desenvolvimento e implementação dos programas educacionais da NASA para inspirar interesse em ciência e tecnologia, além de aumentar a conscientização pública sobre os objetivos e missões da agência. Ele se aposentou da NASA em fevereiro de 2014.
Melvin participou de duas missões a bordo do ônibus espacial Atlantis como especialista de missão nas missões STS-122 e STS-129.
STS-122 (7 a 20 de fevereiro de 2008) foi a 24ª missão do ônibus espacial à Estação Espacial Internacional. O destaque da missão foi a entrega e instalação do Columbus (módulo da ISS) da Agência Espacial Europeia. Foram necessárias três caminhadas espaciais para preparar o laboratório Columbus para seus trabalhos científicos e substituir um tanque de nitrogênio esgotado na Treliça P-1 da estação. A STS-122 também foi uma missão de substituição de tripulação, transportando o engenheiro de voo da Expedição 16, o astronauta da ESA Léopold Eyharts, e retornando com o engenheiro de voo da Expedição 16, o astronauta da NASA Daniel Tani. A missão STS-122 durou 12 dias, 18 horas, 21 minutos e 40 segundos, percorrendo 5.296.832 milhas terrestres em 203 órbitas.
STS-129 (16 a 29 de novembro de 2009) foi o 31º voo do ônibus espacial à Estação Espacial Internacional. Durante a missão, a tripulação entregou dois ExPRESS Logistics Carriers (ELC) à estação, cerca de 13.600 kg de peças de reposição para sistemas que fornecem energia, evitam o superaquecimento e mantêm a orientação adequada no espaço. A missão também incluiu três caminhadas espaciais. A STS-129 durou 10 dias, 19 horas, 16 minutos e 13 segundos, percorrendo 4,5 milhões de milhas em 171 órbitas. O ônibus espacial retornou à Terra com a astronauta da NASA Nicole Stott, após sua missão na estação espacial.
No total, Melvin acumulou mais de 565 horas no espaço.

## Vida pessoal

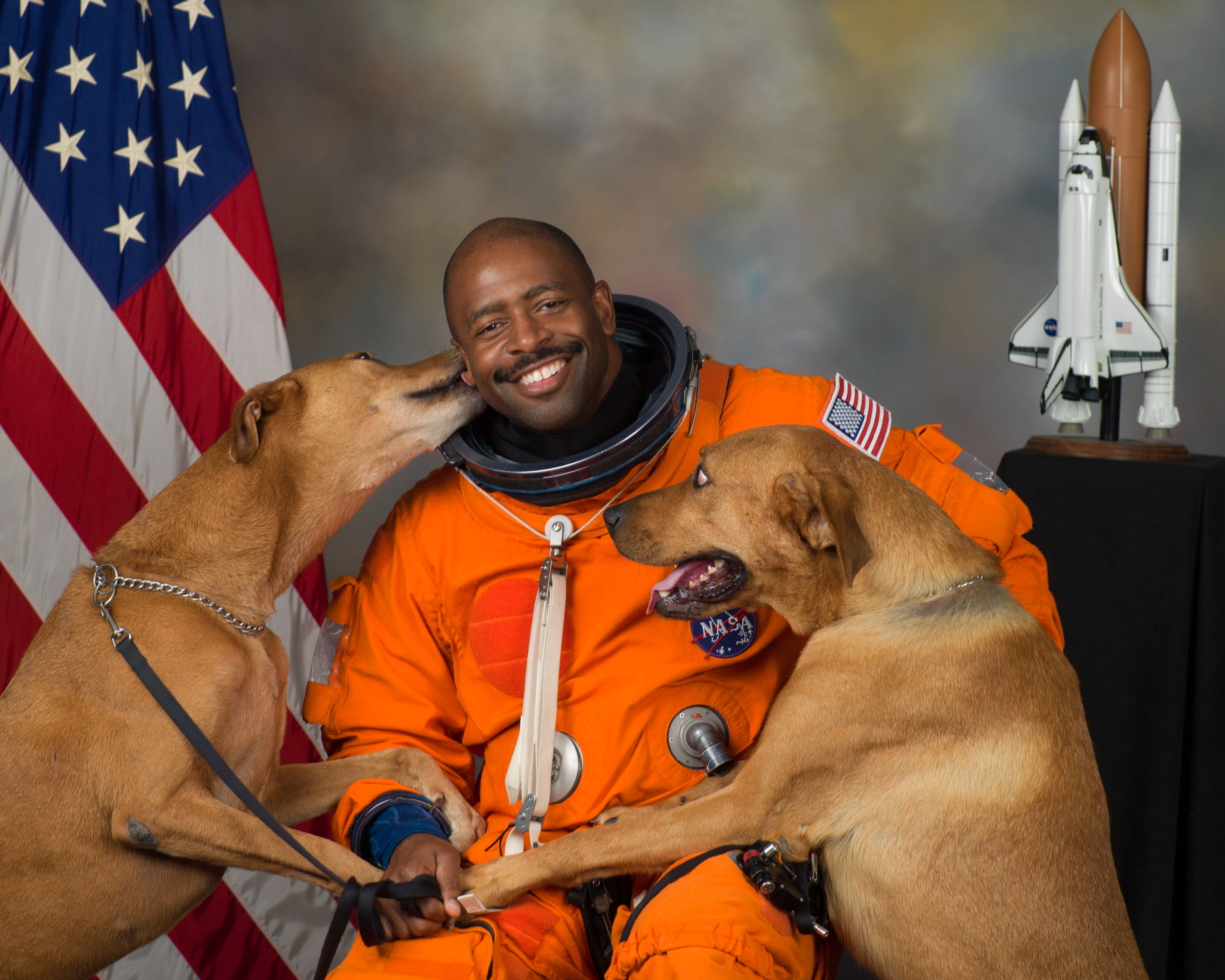
Fotografia viral de Melvin com seus cães Jake e Scout

Desde que se aposentou da NASA, Leland tem realizado várias palestras sobre STEM, compartilhando sua experiência no espaço para diversos públicos, além de abordar sua carreira no futebol americano na NFL. Durante sua trajetória na NASA, enquanto realizava um treinamento subaquático, ele sofreu uma lesão grave no ouvido e se recuperou parcialmente. Seus médicos alertaram sobre a possibilidade de ele ficar surdo, e a lesão afetou seu ouvido esquerdo. Melvin publicou dois livros: Chasing Space: An Astronaut's Story of Grit, Grace, and Second Chances e Chasing Space: Young Reader's Edition (ambos de 2017).
Em seu tempo livre, ele gosta de tocar piano, cozinhar e passear com seus dois cães. Ele aparece em diversos documentários e vídeos da National Geographic sobre o espaço, incluindo um episódio de 2010 de Dog Whisperer. Em 2021, ele participou da segunda temporada da série da Netflix Dogs, escalando Columbia Point com seus Rhodesian Ridgebacks, Roux e Zorro.
Em 2015, um retrato de Melvin com seus cães de busca e salvamento, Jake e Scout, viralizou após ser compartilhado no Twitter. A fotografia foi tirada em 2009, quando Melvin levou seus cães ao Johnson Space Center para sua sessão de fotos. Ele relembrou que, após levá-los no porta-malas de sua van e entrar no Estúdio 8 por uma entrada dos fundos, pediu ao fotógrafo Robert Markowitz que tirasse as fotos rapidamente enquanto os cães lhe davam carinho. Essa imagem foi posteriormente utilizada na capa de sua autobiografia, Chasing Space. Scout e Jake morreram em 2012 e 2013, respectivamente.